# Medio Atrato
Medio Atrato là một khu tự quản thuộc tỉnh Chocó, Colombia. Thủ phủ của khu tự quản Medio Atrato đóng tại Bete Khu tự quản Medio Atrato có diện tích ki lô mét vuông. Đến thời điểm ngày 28 tháng 5 năm 2005, khu tự quản Medio Atrato có dân số người.